# Sapphire of Istanbul
Sapphire of Istanbul je nejvyšší mrakodrap v Turecku. Stojí v obchodní čtvrti na evropské straně Istanbulu. Má 54 nadzemních a 10 podzemních podlaží a jeho oficiální výška je 261 m. Jeho celková podlahová plocha je asi 160 000 m2. V budově se nachází byty a ve spodních patrech obchodní prostory. Je to první ekologický mrakodrap v zemi. Výstavba probíhala v letech 2006 - 2010. Při výstavbě byla vykopána 42,5 m hluboká jáma, to je nejhlubší výkopová jáma vykopaná v Turecku.